# Fernando Belaúnde Terry

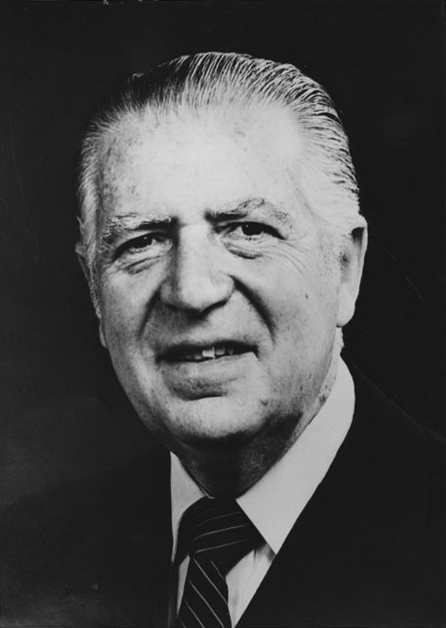
Fernando Belaúnde Terry

Fernando Belaúnde Terry (* 7. Oktober 1912 in Lima; † 4. Juni 2002 ebenda) war ein peruanischer Architekt und Politiker. Von 1963 bis 1968 und von 1980 bis 1985 war er peruanischer Präsident.
Er wurde 1968 durch einen Putsch abgesetzt und wurde nach zwölf Jahren Militärherrschaft 1980 wiedergewählt. Beide Amtszeiten waren durch wirtschaftliche Turbulenzen und einen Anstieg der Guerilla-Aktivität geprägt. Dabei kam es zu Menschenrechtsverletzungen sowohl durch die Aufständischen als auch durch die peruanische Armee. Dennoch war Belaúnde wegen seiner persönlichen Integrität und seines Einsatzes für ein demokratisches Peru sehr angesehen.

## Biografie
Fernando Belaúnde Terry wurde 1912 als zweites von vier Kindern einer wohlhabenden, politisch aktiven Familie in Lima geboren. Sein Großvater Mariano A. Belaúnde war peruanischer Finanzminister, sein Onkel Víctor Andrés Belaúnde war 1959/60 Präsident der UN-Generalversammlung. Die Familie zog nach Frankreich, wo Fernando die Schule besuchte.
Von 1924 bis 1935 studierte Belaúnde Architektur in den Vereinigten Staaten und Frankreich. Seinen Abschluss erlangte er an der Universität von Austin, Texas. Nach einer kurzen Zeit in Mexiko kehrte er 1936 zurück nach Peru, wo er seine Karriere an der Universidad Nacional de Ingeniería startete. Nach mehreren Jahren wurde er zum Dekan des Bereichs Architektur berufen.
Die politische Karriere Belaúndes begann 1956, als er die Partei Acción Popular gründete. Für die Bewegung „Nationale Front der demokratischen Jugend“ trat er zu den Präsidentschaftswahlen an. Er gewann ein großes Maß an Zustimmung in der Bevölkerung, jedoch reichte es nicht zum Sieg gegen Manuel Prado. Zwischen 1956 und 1962 war Belaúnde viel im Lande unterwegs, um Erfahrungen und Ideen zu gewinnen und die ideologischen Prinzipien seiner Partei zu formen.
Auch zu den Präsidentenwahlen 1962 trat Belaúnde als Spitzenkandidat der Acción Popular an. Er wurde vom Kandidaten der APRA knapp geschlagen, welcher allerdings das zur Wahl erforderliche Minimum eines Drittels der Stimmen verfehlte. Unter dem Vorwurf des Wahlbetrugs intervenierte das Militär, setzte Amtsinhaber Prado ab und installierte eine Junta. Bei den im darauf folgenden Jahr stattfindenden neuerlichen Wahlen setzte sich Belaúnde schließlich durch.

### Erste Amtsperiode
Während seiner ersten Amtszeit initiierte Belaúnde zahlreiche Entwicklungsprojekte. Darunter war die Carretera Marginal de la Selva, eine Nationalstraße, welche von Chiclayo am Pazifik die bis dahin isolierten nördlichen Provinzen Amazonas und San Martín erschloss. Er förderte anspruchsvolle Bewässerungsprojekte in Santiago Antunez de Mayolo und Chira Piura und den Bau der Wasserkraftwerke von Tinajones, Jequetepeque, Majes, Chavimochic, Olmos und Chinecas. Belaúnde war führend bei der Gründung der peruanischen Nationalbank (Banco de la Nación). Zur Milderung der Armut im Lande führte er ein Programm zum Bau von Sozialwohnungen in Lima und anderen Städten durch, welches Hunderttausenden Familien zugutekam. Allerdings wurden seiner Regierung wirtschaftliche Fehlentscheidungen vorgehalten. Bis zum Jahr 1967 hatte der peruanische Sol massiv an Wert verloren. Der Versuch, die amerikanische Standard Oil zu verstaatlichen, brachte die Regierung in Opposition zu den USA. Nach Ansätzen einer Landreform strichen die Vereinigten Staaten die Entwicklungshilfe. Außerdem verkaufte Washington keine Waffen mehr an Peru. Das konnte Lima vorerst durch Käufe im Frankreich von Charles de Gaulle kompensieren.
Im Jahre 1968 verkündete die Regierung die Lösung des lang andauernden Konfliktes mit einem Tochterunternehmen der US-amerikanischen Standard Oil um die großen Ölfelder von La Brea und Pariñas. Die Entscheidung, Kompensationen an Standard Oil für die Übergabe der Förderungstechnik zu zahlen, führte jedoch zu Aufruhr in der Bevölkerung und zwang Belaúndes Kabinett am 1. Oktober zum Rücktritt. Zum Ärger der Peruaner hatte beigetragen, dass Belaúnde der Presse zunächst nur die ersten zehn Seiten des Dokumentes zur Verfügung gestellt hatte. Die Veröffentlichung der elften Seite im peruanischen Fernsehen, auf welcher die zu zahlende Kompensationssumme genannt wurde, mündete in die Absetzung Belaúndes durch das Militär wenige Tage später. Sein Nachfolger war General Velasco.

### Zweite Amtsperiode
Bei den nächsten freien Wahlen im Jahre 1980 wurde Belaúnde wieder zum Präsidenten gewählt. Er setzte zu Beginn der Amtszeit eine neue Verfassung ein (die vorherige war von seinem Vorgänger 1975 außer Kraft gesetzt worden). Als erster Schritt wurde die von General Velasco enteignete und sozialen Organisationen übertragene Presse den vorherigen Eigentümern rückübertragen, was heftige Proteste der Linken auslöste. Er tastete jedoch nicht die unter Velasco durchgeführte Landreform an, wofür als Grund die Furcht vor erheblichen Widerständen der Landbevölkerung genannt wird. Er näherte Peru wieder an die Vereinigten Staaten an. Während seiner fünf Jahre im Amt sanken die Einkommen, Perus Auslandsschulden stiegen und die Gewalttätigkeit linker Guerillaorganisationen, insbesondere des Sendero Luminoso („Leuchtender Pfad“), nahm zu. Belaúndes Regierung wurden zahlreiche Menschenrechtsverstöße vorgeworfen; Organisationen wie APRODEH schätzen, dass während seiner zweiten Amtszeit 1230 Menschen verschwanden. Bei den Wahlen 1985 wurde Belaúnde vom APRA-Kandidaten Alan García besiegt.
Fernando Belaúnde starb 2002 im Alter von 89 Jahren in Lima.
Siehe auch: Geschichte Perus